# خلیج کاگوشیما

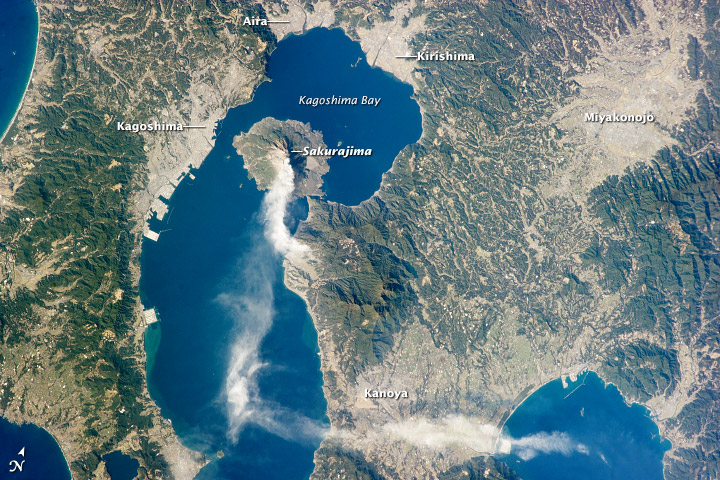
خلیج کاگوشیما

خلیج کاگوشیما (به ژاپنی: 鹿児島湾 Kagoshima-wan) یا خلیج کینکو (به ژاپنی: 錦江湾 きんこうわん)،  یک خلیجک عمیق است که در جنوب کیوشو واقع شده است. 